# رياض بيروتي
رياض بيروتي (من مواليد 6 مايو 1944 في دمشق - توفي في 4 نوفمبر 2019 في هونفلور، فرنسا) هو رسام سوري عاش في نورماندي السفلى من عام 1969 حتى وفاته.

## سيرة شخصية
رياض بيروتي تخرج من المدرسة الوطنية للفنون الجميلة بدمشق حيث تخصص في النحت. انتقل إلى فرنسا في عام 1969 وحضر المدرسة الوطنية العليا للفنون الجميلة في باريس، وتخصص في النحت. كان سيزار بالداتشيني مسؤولاً عن قسم النحت في ذلك الوقت.
شاركت بيروتي في معارض مختلفة في كاين وهونفلور.

## أعماله

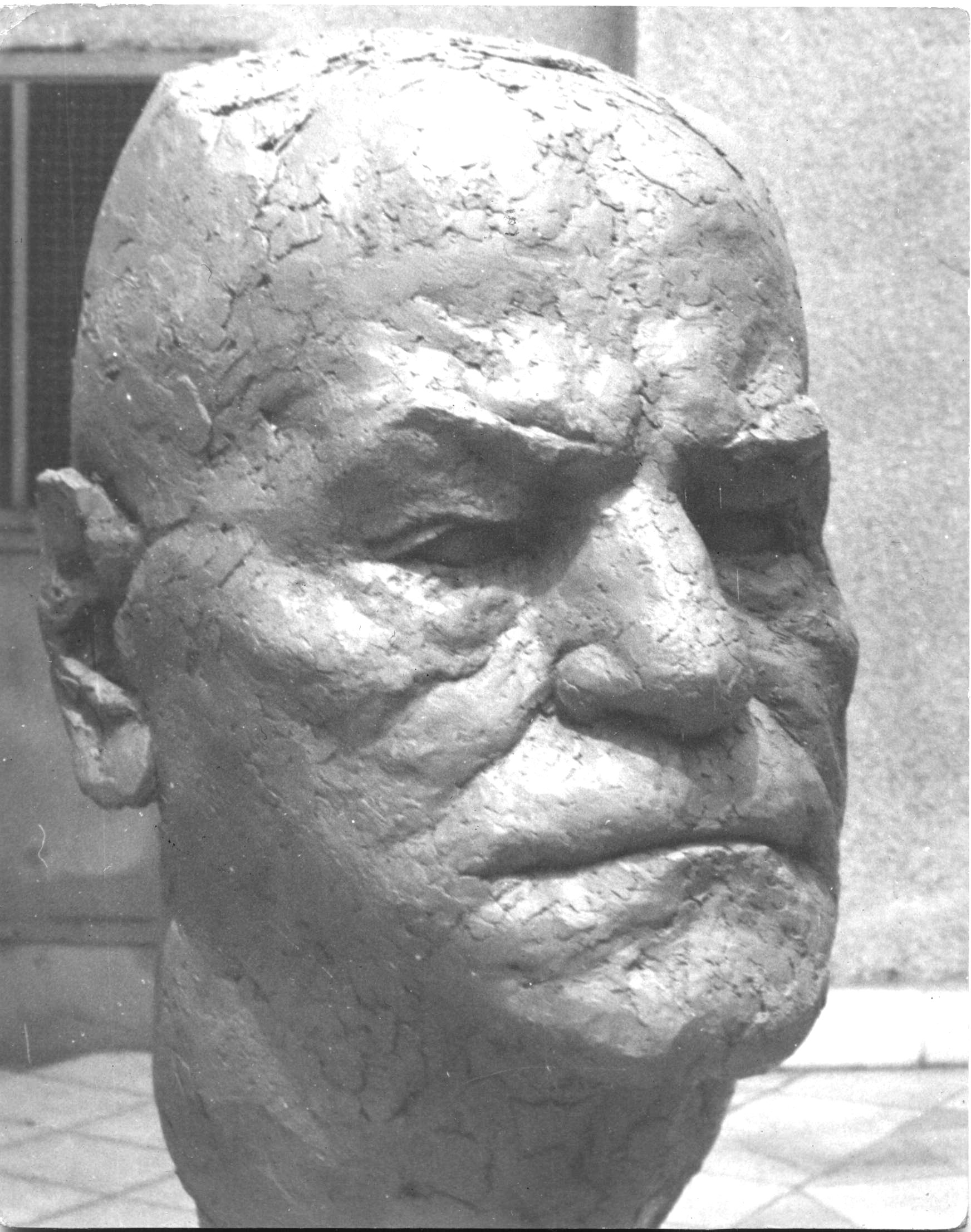
النحت
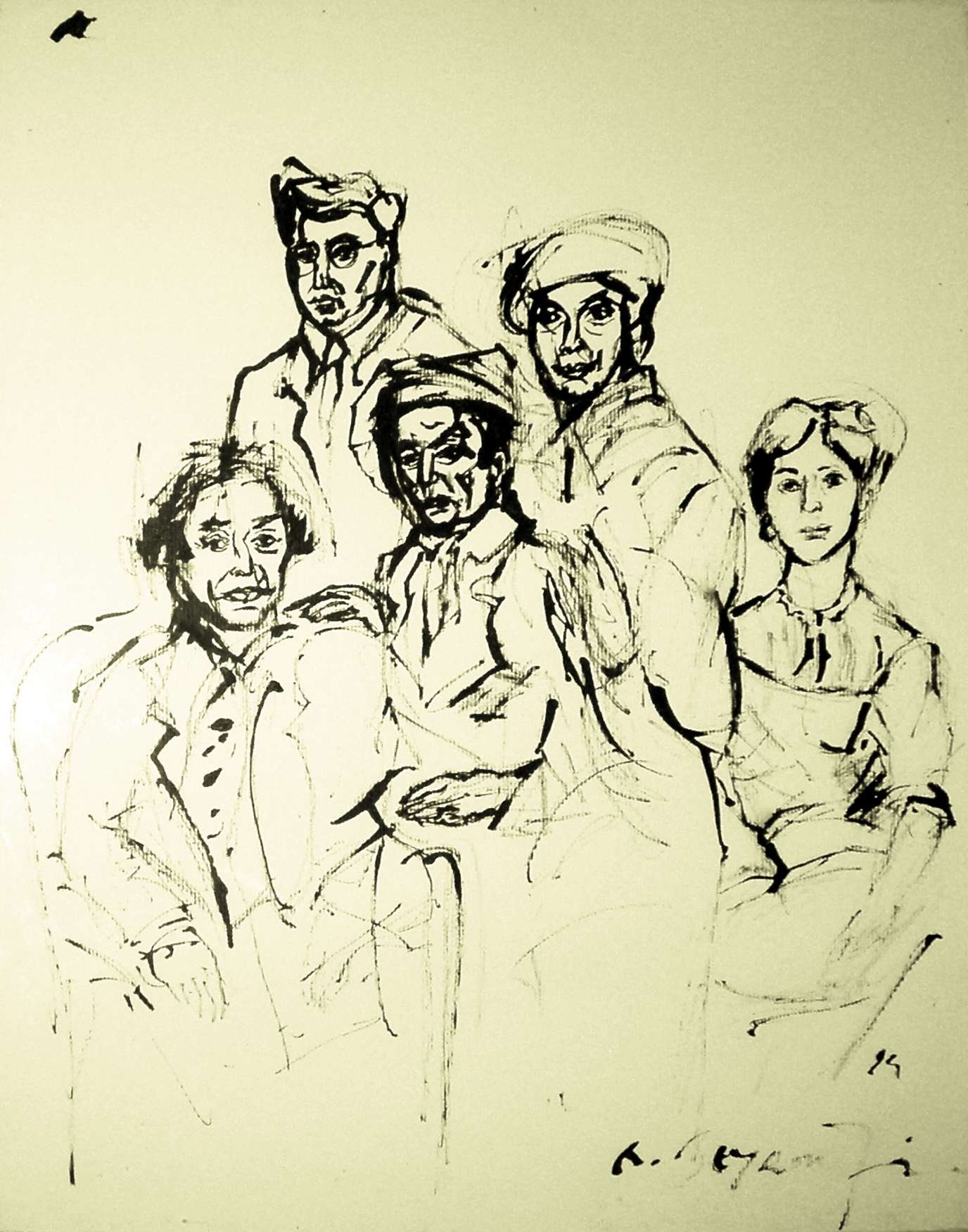
أحادي اللون
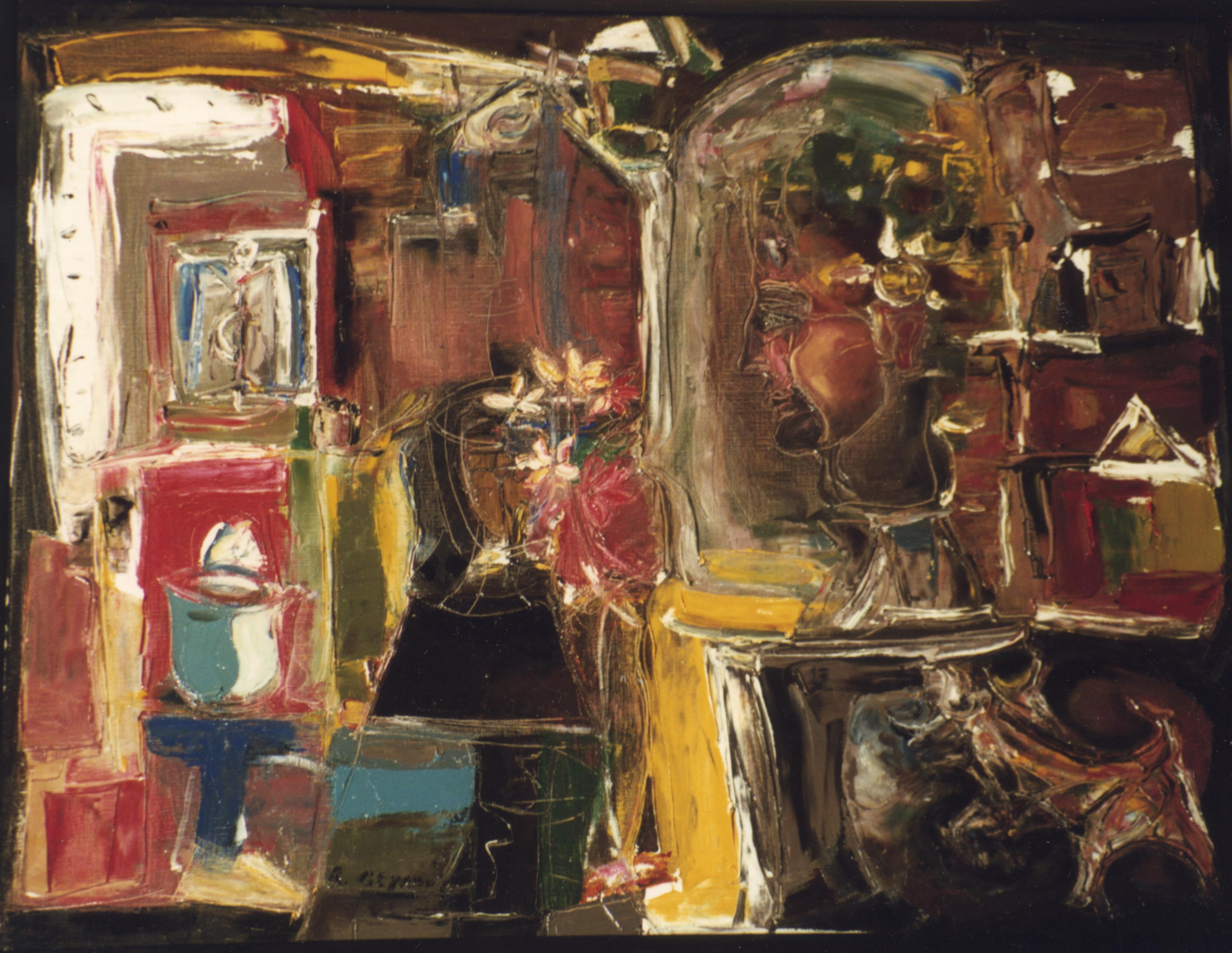
زيت على قماش
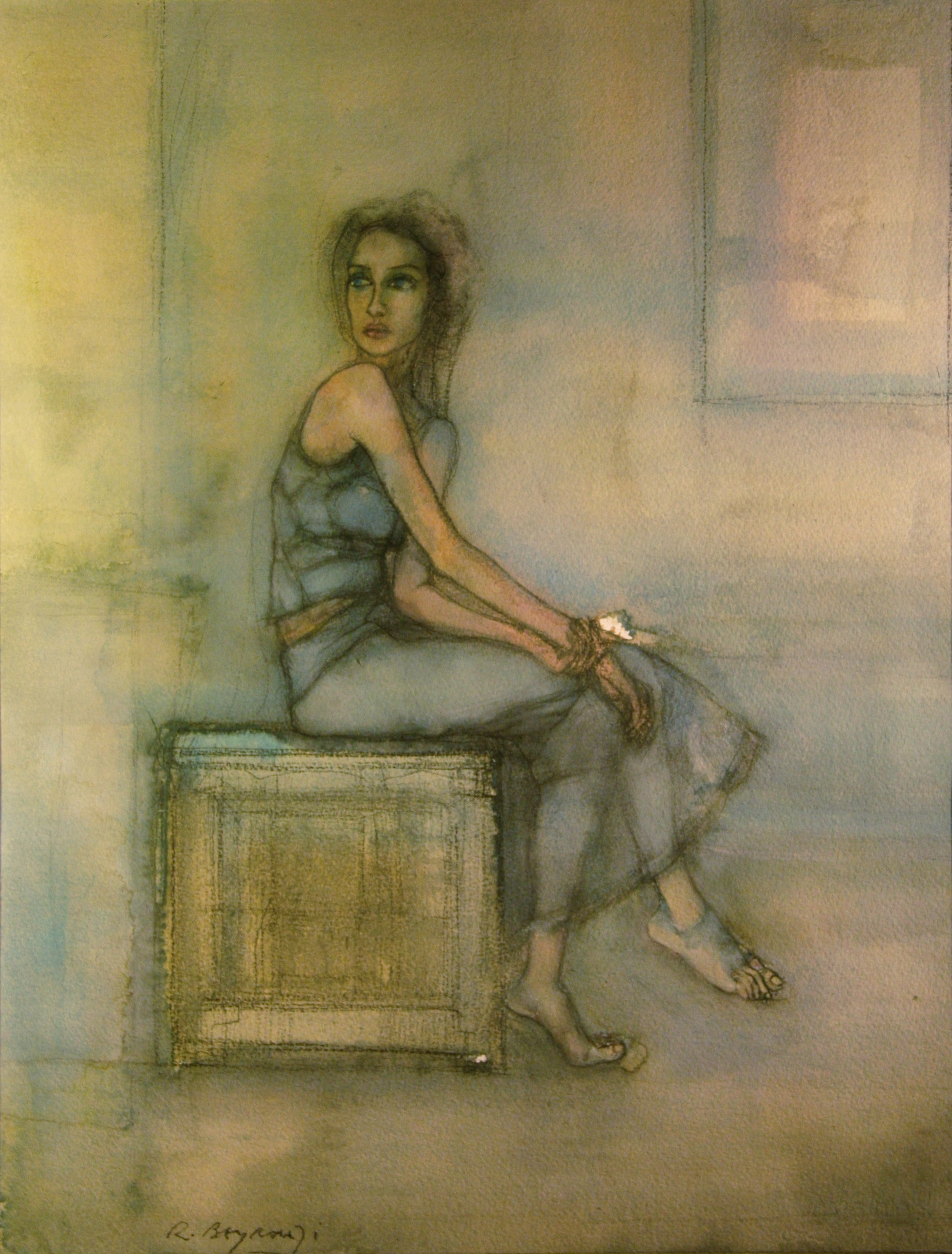
حبر على ورق

### النحت
- بلاتون، 1968
- الرجل والوقت، 1968

### تلوين
- الرسم بالحبر
- طلاء زيتي

### التسعير
حصلت منطقة نورماندي السفلى على لوحة بالحبر على ورق (54 × 58 سم) في 24 فبراير 1984 بسعر 7200 فرنك.

## روابط خارجية
- Riad Beyrouti's official web site